# Předín
Předín település Csehországban, a Třebíči járásban. Předín Opatov, Chlístov, Kněžice, Markvartice, Sedlatice, Štěměchy, Pokojovice, Želetava, Heraltice, Lesná és Svojkovice településekkel határos. Lakosainak száma 682 fő (2024. január 1.).

## Népesség
A település lakosságának változását az alábbi diagram mutatja:
| Lakosok száma | 841  | 893  | 1035 | 929  | 798  | 679  | 699  | 679  | 677  | 682  |
|               | 1869 | 1890 | 1921 | 1950 | 1980 | 2001 | 2017 | 2019 | 2022 | 2024 |